# Frances Marion
Frances Marion (tên khai sinh là Marion Benson Owens, ngày 18 tháng 11 năm 1888  - 12 tháng 5 năm 1973) là một nhà biên kịch, nhà báo, tác giả và đạo diễn phim người Mỹ, thường được coi là một trong những nữ biên kịch nổi tiếng nhất thế kỷ 20 cùng với June Mathis và Anita Loos. Trong suốt sự nghiệp của mình, bà đã viết hơn 325 kịch bản. Bà là nhà văn đầu tiên giành được hai giải Oscar. Marion bắt đầu sự nghiệp điện ảnh khi làm việc cho nhà làm phim Lois Weber. Bà đã viết nhiều kịch bản phim câm cho nữ diễn viên Mary Pickford, trước khi chuyển sang viết kịch bản cho phim có tiếng.